# Ленское (Крым)
Ле́нское (до 1948 года Дорт-Сака́л; укр. Ленське, крымскотат. Dört Saqal, Дёрт Сакъал) — село в Черноморском районе Крыма, входит в состав Красноярского сельского поселения (согласно административно-территориальному делению Украины — Красноярского сельсовета Автономной Республики Крым).

## Население
| 2001 | 2014 |
| ---- | ---- |
| 286  | ↘204 |

Всеукраинская перепись 2001 года показала следующее распределение по носителям языка
| Язык             | Процент |
| ---------------- | ------- |
| крымскотатарский | 64.34   |
| русский          | 27.62   |
| украинский       | 7.34    |

### Динамика численности
| - 1806 год — 123 чел. - 1864 год — 19 чел. - 1889 год — 119 чел. - 1892 год — 39 чел. - 1900 год — 45 чел. - 1915 год — 177/13 чел. | - 1926 год — 125 чел. - 1939 год — 141 чел. - 1989 год — 128 чел. - 2001 год — 286 чел. - 2009 год — 329 чел. - 2014 год — 204 чел. |

## География
Ленское — село на востоке района, в устье Каймачинской балки при её впадении в озеро Донузлав, у границы с Сакским районом, высота центра села над уровнем моря — 7 м. Ближайшее село Красноярское в 2 км на запад, райцентр Черноморское — примерно в 49 километрах (по шоссе), ближайшая железнодорожная станция — Евпатория — около 40 километров. Транспортное сообщение осуществляется по региональной автодороге 35Н-605 Новоивановка — Ленское от шоссе Черноморское — Евпатория (по украинской классификации — С-0-11704).

## Современное состояние
На 2016 год в Ленском числится 6 улиц и 1 переулок; на 2009 год, по данным сельсовета, село занимало площадь 52,6 гектара, на которой в 72 дворах числилось 257 жителей. Действуют сельский клуб, фельдшерско-акушерский пункт, работает свиноводческое предприятие «Сезам-Агро».

## История
Первое документальное упоминание сёл встречается в Камеральном Описании Крыма… 1784 года, судя по которому, в последний период Крымского ханства Сехар входил в Шейхелский кадылык Козловскаго каймаканства.
После присоединения Крыма к России (8) 19 апреля 1783 года, (8) 19 февраля 1784 года, именным указом Екатерины II сенату, на территории бывшего Крымского ханства была образована Таврическая область и деревня была приписана к Евпаторийскому уезду. После павловских реформ, с 1796 по 1802 год входила в Акмечетский уезд Новороссийской губернии. По новому административному делению, после создания 8 (20) октября 1802 года Таврической губернии, Дорт-Сакал был включён в состав Хоротокиятской волости Евпаторийского уезда.
По Ведомости о волостях и селениях, в Евпаторийском уезде с показанием числа дворов и душ… от 19 апреля 1806 года в деревне Дорт-Сакал числилось 18 дворов и 123 крымских татарина. На военно-топографической карте генерал-майора Мухина 1817 года деревня Дорт сакал обозначена с 16 дворами. После реформы волостного деления 1829 года Дорт Сакал, согласно «Ведомости о казённых волостях Таврической губернии 1829 года», отнесли к Аксакал-Меркитской волости (переименованной из Хоротокиятской). На карте 1836 года в деревне 48 дворов, как и на карте 1842 года.
В 1860-х годах, после земской реформы Александра II, деревню приписали к Курман-Аджинской волости. В «Списке населённых мест Таврической губернии по сведениям 1864 года», составленном по результатам VIII ревизии 1864 года, Дорт-Сакал — владельческая татарская деревня, с 5 дворами, 19 жителями и мечетью при балке Донузлаве. По обследованиям профессора А. Н. Козловского 1867 года, вода в колодцах деревни была солоноватая, а их глубина колебалась от 1 до 5 саженей (от 2 до 10 м). Согласно «Памятной книжке Таврической губернии за 1867 год», деревня Дорт-Сакал была покинута жителями, в результате эмиграции крымских татар, особенно массовой после Крымской войны 1853—1856 годов, в Турцию и лежала в развалинах. На трехверстовой карте Шуберта 1865—1876 года в деревне Дорт-Сакал обозначено 5 дворов.
В «Памятной книге Таврической губернии 1889 года», по результатам Х ревизии 1887 года, в деревне Дорт-Сакал числилось 22 двора и 119 жителей. Согласно «…Памятной книжке Таврической губернии на 1892 год», в деревне Дорт-Сакал, входившей в Дениз-Байчинский участок, было 39 жителей в 8 домохозяйствах.
Земская реформа 1890-х годов в Евпаторийском уезде прошла после 1892 года, в результате Дорт-Сакал приписали к Донузлавской волости.
По «…Памятной книжке Таврической губернии на 1900 год» в деревне числилось 45 жителей в 7 дворах. По Статистическому справочнику Таврической губернии. Ч.II-я. Статистический очерк, выпуск пятый Евпаторийский уезд, 1915 год, в Донузлавской волости Евпаторийского уезда числились село Дорт-Сакал с 34 дворами и татарским населением (все дворы с землёй) в количестве 177 человек приписного населения и 13 — «постороннего», из которых 115 мужчин и 75 женщин. Жители владели 572 десятинами удобной земли. В хозяйствах имелось 69 лошадей, 48 волов, 31 корова и 86 голов мелкого скота. Также имелось 3 одноимённых экономии: Абла-Канара-оглу (8 дворов, 45 татар приписных и 12 посторонних); Анны Розе (1 двор, 5 русских приписных и 3 посторонних); М. М. Ильичевского (1 двор, 6 русских приписных и 9 посторонних).
После установления в Крыму Советской власти, по постановлению Крымревкома от 8 января 1921 года № 206 «Об изменении административных границ» была упразднена волостная система и образован Евпаторийский уезд, в котором создан Ак-Мечетский район и село вошло в его состав, а в 1922 году уезды получили название округов. 11 октября 1923 года, согласно постановлению ВЦИК, в административное деление Крымской АССР были внесены изменения, в результате которых округа были отменены, Ак-Мечетский район упразднён и село вошло в состав Евпаторийского района. Согласно Списку населённых пунктов Крымской АССР по Всесоюзной переписи 17 декабря 1926 года, в селе Дорт-Сакал, Отешского сельсовета Евпаторийского района, числился 21 двор, из них 19 крестьянских, население составляло 125 человек, из них 95 татар и 30 русских. По постановлению КрымЦИКа от 30 октября 1930 года «О реорганизации сети районов Крымской АССР», был восстановлен Ак-Мечетский район (по другим данным 15 сентября 1931 года) и село вновь включили в его состав. По данным всесоюзной переписи населения 1939 года в селе проживал 141 человек.
В 1944 году, после освобождения Крыма от фашистов, согласно Постановлению ГКО № 5859 от 11 мая 1944 года, 18 мая крымские татары села были депортированы в Среднюю Азию. С 25 июня 1946 года Дорт-Сакал в составе Крымской области РСФСР. Указом Президиума Верховного Совета РСФСР от 18 мая 1948 года, Дорт-Сакал переименовали в Ленское. 26 апреля 1954 года Крымская область была передана из состава РСФСР в состав УССР. С начала 1950-х годов, в ходе второй волны переселения (в свете постановления № ГОКО-6372с «О переселении колхозников в районы Крыма»), в Черноморский район приезжали переселенцы из различных областей Украины. Время включения в состав Новоивановского сельсовета пока не выяснено: на 15 июня 1960 года село уже числилось в его составе. По данным переписи 1989 года в селе проживало 128 человек. С 12 февраля 1991 года село в восстановленной Крымской АССР, 26 февраля 1992 года переименованной в Автономную Республику Крым. Постановлением Верховного Совета Автономной Республики Крым от 9 июля 1991 года образован Красноярский сельсовет, в который включили село. С 21 марта 2014 года в составе Крыма аннексировано Россией.